# Opposition phalangiste au franquisme
Les groupes national-syndicalistes qui se sont opposés à la dictature du général Francisco Franco en Espagne est connu sous le nom d'opposition phalangiste au franquisme. La majorité a commencé cette dissidence avec le décret d'unification du 19 avril 1937, en pleine guerre civile et par lequel Francisco Franco a fusionné la Phalange espagnole, les Requetés carlistes et toutes les autres forces rebelles en une seule entité politique, appelée la Falange Española Tradicionalista y de las Juntas de Ofensiva Nacional Sindicalista. D’autres feront plus tard partie de cette opposition, lorsqu’ils découvriront que le régime franquiste n’appliquerait pas les principes de l’ idéologie national-syndicaliste.

## La Phalange clandestine
Cette Phalange clandestine, souvent appelée « Auténtica » (un nom qui servira d'inspiration au parti de transition Falange Española de las JONS (Auténtica) et plus tard à l'actuelle Phalange Auténtica (2002 - ), a émergé après le décret d'unification. Ses membres se considéraient comme héritiers du message de José Antonio Primo de Rivera , en plus de reconnaître comme chef national Manuel Hedilla, II chef national de la Phalange espagnole, qui s'est opposé au décret, c'est pourquoi il a été condamné à mort - bien que la peine ait finalement été commuée.
Le Conseil Politique a été formé en décembre 1939 par Patricio González de Canales , Daniel Buhigas, Ricardo Sanz, Ventura López Coterilla, Luis de Caralt, José Antonio Pérez de Cabo, Gregorio Ortega Gil, Ramón Cazañas et Emilio Rodríguez Tarduchy , ce dernier propriétaire du maison où se tenaient les réunions. Lors de ces réunions, entre autres mesures, on a évoqué l'assassinat de Ramón Serrano Súñer et Francisco Franco. Cependant, peu avant le 1er avril 1941 – date à laquelle ils voulaient attaquer – la peur s'empara de ces phalangistes et ils retirèrent leur plan.
Dans les années qui ont suivi la guerre civile espagnole, nous constatons une forte répression franquiste, tant contre les gauchistes que contre les phalangistes dissidents. En 1942, le phalangiste Juan José Domínguez Muñoz fut fusillé pour une dispute devant la basilique Notre-Dame de Begoña entre carlistes et phalangistes, au cours de laquelle on tentait d'attaquer de hauts responsables du régime, où était présent le général José Enrique Varela. Après cet événement, Franco a profité de l'occasion pour écarter du gouvernement les personnalités les plus identifiées à la Phalange.
Également dans le but de fonder un parti politique phalangiste en dehors de ce qu'on appelait le Mouvement National, Eduardo Ezquer a fondé les Offensives Syndicales Nationales de Récupération (ORNS) dans la région d'Estrémadure, avec un message révolutionnaire et républicain basé sur la phalange originale qui, cependant, ce n’était guère significatif. Au cours des 15 années que dura ce mouvement, Ezquer lui-même fut arrêté à plusieurs reprises, devant témoigner devant un juge vers 5 heures.

## Parjure au sein du régime
Entre le milieu des années 1950 et les années 1960 se sont produits deux événements impliquant des militants phalangistes qui peuvent être considérés comme irrespectueux envers le régime franquiste. Le 20 novembre 1957 , Manuel Cepeda, chef de la garde franquiste du XVIe siècle , se retourna devant le général pour protester contre la politique pro-américaine du gouvernement. Le 20 novembre 1960, un phalangiste crie à Franco « traître ». Interrogé par Arias Navarro sur la raison de cette affirmation, il répond « parce que je ne vis pas du régime comme vous ».